# Caerphilly

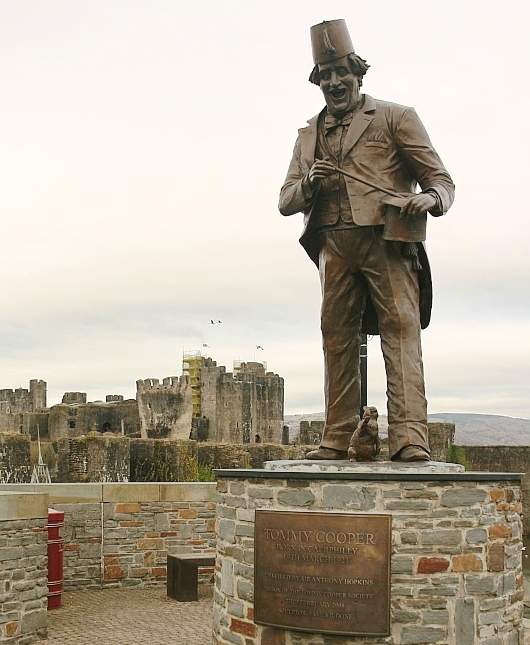

Caerphilly (kymriska Caerffili) är den största enskilda orten i kommunen med samma namn i södra Wales. Orten ligger vid mynningen av Rhymney Valley och hade 41 402 invånare vid folkräkningen 2011, på en yta av 11,27 kvadratkilometer. Caerphilly ingår numera i Cardiffs tätort, och en stor del av befolkningen pendlar till Cardiff och Newport. Historiskt låg Caerphilly i grevskapet Glamorgan, på gränsen till grevskapet Monmouthshire. Orten har gett namn åt Caerphillyost, som skapades i området.
I Caerphilly finns Caerphilly Castle, som byggdes mellan 1268 och 1271. Under 1800-talet växte befolkningen snabbt på grund av ökad efterfrågan på kol. Järnvägsverkstäderna i Caerphilly byggdes 1899 av Rhymney Railway och lades ner 1963. Caerphilly var värd för National Eisteddfod 1950.
Caerphilly är även en community med en yta på 9,7 kvadratkilometer och 15 214 invånare (2011).

## Kända personer från Caerphilly
- Aaron Ramsey, Wales fotbollslag och Juventus
- Tommy Cooper, komiker och magiker.